# Campionati europei di sollevamento pesi 2023
I Campionati europei di sollevamento pesi 2023, 103ª edizione maschile e 35ª femminile della manifestazione, si sono svolti dal 15 al 23 aprile a Erevan, in Armenia al Complesso Karen Demircian. Sono stati validi come torneo di qualificazione ai Giochi della XXXIII Olimpiade di Parigi del 2024.
In base alle variazioni avvenute nel corso del suo svolgimento, l'edizione è conteggiata come:
- l'81ª effettivamente organizzata;
- la 101ª secondo la numerazione della EWF;
- la 103ª secondo la numerazione della IWF.

## Incidenti
Durante la cerimonia di apertura dei campionati, uno dei partecipanti ha dato fuoco alla bandiera dell'Azerbaigian, è stato immediatamente arrestato e la bandiera è stata sostituita. L'armeno Aram Nikolyan, che ha bruciato la bandiera dell'Azerbaijan, ha curato la scenografia della cerimonia di apertura. Dopo l'incidente, gli atleti dell'Azerbaigian si sono ritirati dalla competizione.
Il Ministro della Gioventù e dello Sport dell'Azerbaigian ha affermato che l'incidente ha dimostrato che «quando in Armenia regna un'atmosfera di odio tale da non garantire la sicurezza, la normale partecipazione degli atleti azeri alle competizioni è impossibile a causa della pressione psicologica». Come riportato: «L'animosità tra Armenia e Azerbaigian è aumentata negli ultimi mesi con il blocco dell'unica strada che porta dall'Armenia alla regione etnicamente armena del Nagorno-Karabakh all'interno dell'Azerbaigian. Il Nagorno-Karabakh e i territori adiacenti sono finiti sotto il controllo delle forze di etnia armena sostenute da Erevan nel 1994, ma una guerra di sei settimane nel 2020 ha restituito gran parte dell'area al controllo dell'Azerbaigian». Il governo armeno ha condannato ufficialmente l'incidente e ha aperto un'inchiesta penale contro Nikolyan. Anche la EWF ha condannato l'accaduto.
Nella gara dei pesi gallo femminile (fino a 49 kg) l'atleta turca Pelinsu Bayav ha perso conoscenza nel tentativo dello slancio del bilanciere, ricevendo i primi soccorsi sulla piattaforma di gara.

## Titoli in palio

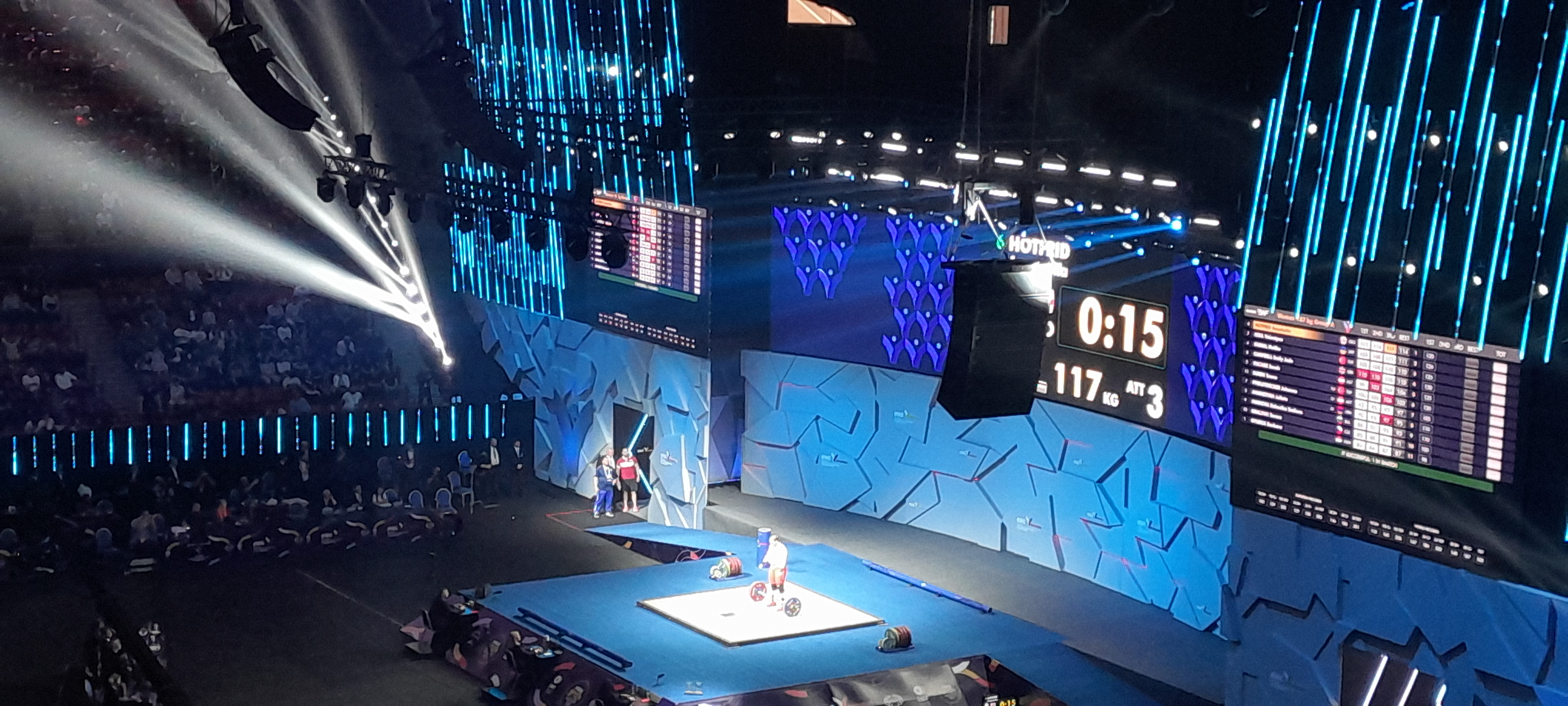
Anastasiia Hotfrid in pedana al terzo tentativo della gara femminile dei pesi supermassimi

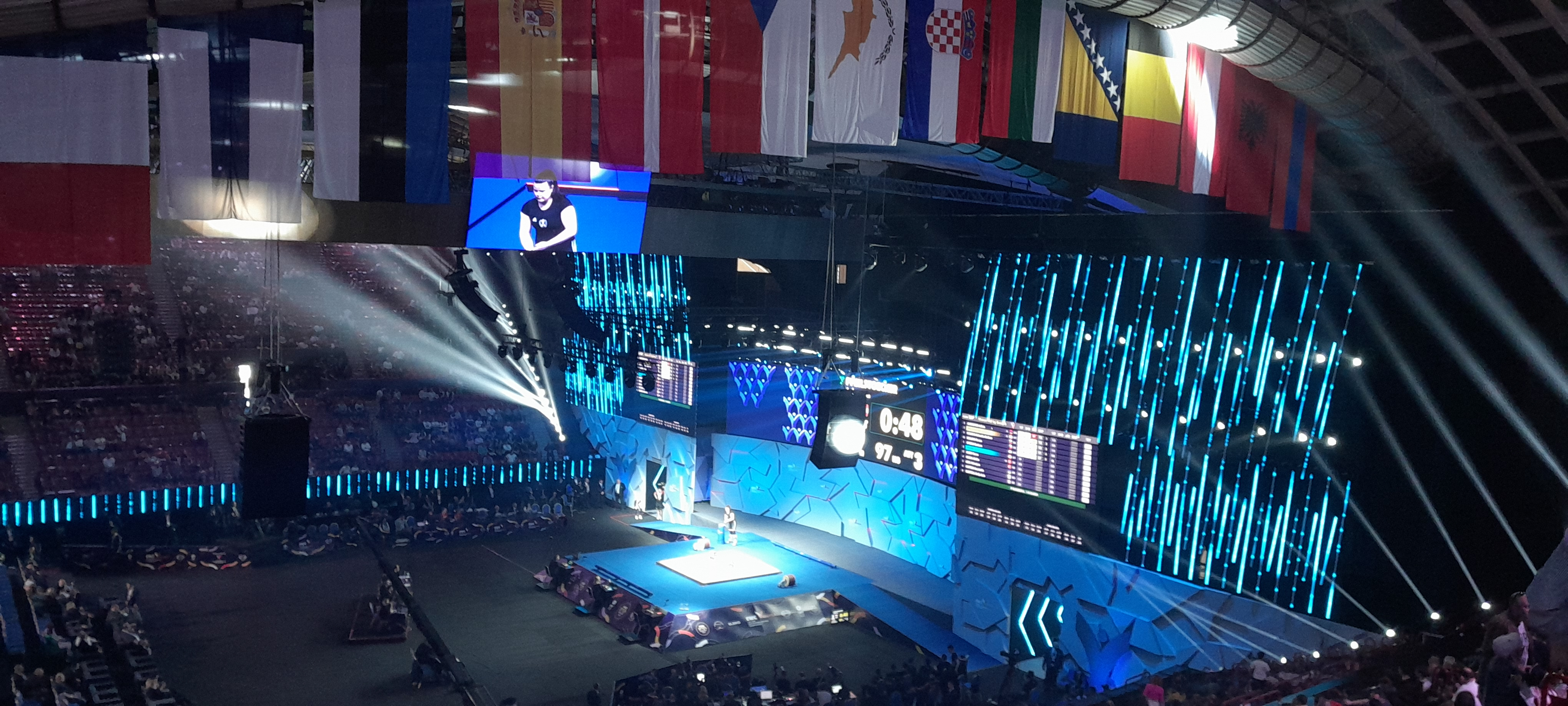
Johanna Pfeilstöcker in pedana al terzo tentativo della gara femminile dei pesi supermassimi

Sono stati assegnati 20 titoli nel totale dell'esercizio (60 considerando anche le due specialità, lo strappo e lo slancio) in 10 categorie maschili e 10 femminili, sotto elencate.
Categorie maschili
| Categoria            | Eventi         | Atleti |
| -------------------- | -------------- | ------ |
| Pesi mosca           | Fino a 55 kg   | 9      |
| Pesi gallo           | Fino a 61 kg   | 10     |
| Pesi piuma           | Fino a 67 kg   | 12     |
| Pesi leggeri         | Fino a 73 kg   | 14     |
| Pesi medi            | Fino a 81 kg   | 16     |
| Pesi massimi leggeri | Fino a 89 kg   | 16     |
| Pesi mediomassimi    | Fino a 96 kg   | 18     |
| Pesi massimi primi   | Fino a 102 kg  | 16     |
| Pesi massimi         | Fino a 109 kg  | 18     |
| Pesi supermassimi    | Oltre i 109 kg | 17     |

Categorie femminili
| Categoria            | Eventi          | Atlete |
| -------------------- | --------------- | ------ |
| Pesi mosca           | Fino a 45 kg    | 12     |
| Pesi gallo           | Fino a 49 kg    | 16     |
| Pesi piuma           | Fino a 55 kg    | 18     |
| Pesi leggeri         | Fino a 59 kg    | 23     |
| Pesi medi            | Fino a 64 kg    | 24     |
| Pesi massimi leggeri | Fino a 71 kg    | 22     |
| Pesi mediomassimi    | Fino a 76 kg    | 19     |
| Pesi massimi primi   | Fino a 81 kg    | 15     |
| Pesi massimi         | Fino a 87 kg    | 11     |
| Pesi supermassimi    | Oltre gli 87 kg | 11     |

## Calendario eventi
Il 15 marzo 2023 viene diffuso il calendario dei titoli da assegnare nelle nove giornate di gare. Rispetto all'edizione precedente, la suddivisione dei titoli per giornata rimane invariata.
| Giorno→ Categoria ↓ | Sa 15 | Do 16 | Lu 17 | Ma 18 | Me 19 | Gi 20 | Ve 21 | Sa 22 | Do 23 |
| ------------------- | ----- | ----- | ----- | ----- | ----- | ----- | ----- | ----- | ----- |
| 55 kg               |       | ●     |       |       |       |       |       |       |       |
| 61 kg               |       | ●     |       |       |       |       |       |       |       |
| 67 kg               |       |       | ●     |       |       |       |       |       |       |
| 73 kg               |       |       |       | ●     |       |       |       |       |       |
| 81 kg               |       |       |       |       | ●     |       |       |       |       |
| 89 kg               |       |       |       |       |       | ●     |       |       |       |
| 96 kg               |       |       |       |       |       |       | ●     |       |       |
| 102 kg              |       |       |       |       |       |       |       | ●     |       |
| 109 kg              |       |       |       |       |       |       |       | ●     |       |
| +109 kg             |       |       |       |       |       |       |       |       | ●     |

| Giorno→ Categoria ↓ | Sa 15 | Do 16 | Lu 17 | Ma 18 | Me 19 | Gi 20 | Ve 21 | Sa 22 | Do 23 |
| ------------------- | ----- | ----- | ----- | ----- | ----- | ----- | ----- | ----- | ----- |
| 45 kg               | ●     |       |       |       |       |       |       |       |       |
| 49 kg               | ●     |       |       |       |       |       |       |       |       |
| 55 kg               |       | ●     |       |       |       |       |       |       |       |
| 59 kg               |       |       | ●     |       |       |       |       |       |       |
| 64 kg               |       |       |       | ●     |       |       |       |       |       |
| 71 kg               |       |       |       |       | ●     |       |       |       |       |
| 76 kg               |       |       |       |       |       | ●     |       |       |       |
| 81 kg               |       |       |       |       |       |       | ●     |       |       |
| 87 kg               |       |       |       |       |       |       |       | ●     |       |
| +87 kg              |       |       |       |       |       |       |       |       | ●     |

## Nazioni partecipanti

### Iscritte
Il 15 marzo 2023 è stata diffusa la lista degli iscritti, per un totale di 350 partecipanti (165 atleti e 185 atlete, comprese le riserve), rappresentanti di 40 nazioni. Anche in questa edizione, come quella precedente, Russia e Bielorussia non partecipano ai campionati per decisione dell'IWF a seguito dell'invasione russa dell'Ucraina.
- Albania (7)
- Armenia (24)
- Austria (7)
- Azerbaigian (5)
- Belgio (5)
- Bosnia ed Erzegovina (2)
- Bulgaria (18)
- Cipro (1)
- Croazia (5)
- Danimarca (9)
- Estonia (3)
- Finlandia (10)
- Francia (7)
- Georgia (15)
- Germania (12)
- Grecia (7)
- Irlanda (5)
- Islanda (2)
- Israele (7)
- Italia (9)
- Lettonia (5)
- Lituania (9)
- Lussemburgo (1)
- Malta (1)
- Moldavia (12)
- Norvegia (7)
- Paesi Bassi (4)
- Polonia (18)
- Portogallo (7)
- Regno Unito (15)
- Rep. Ceca (17)
- Romania (9)
- Serbia (3)
- Slovacchia (10)
- Spagna (16)
- Svezia (6)
- Svizzera (2)
- Turchia (24)
- Ucraina (17)
- Ungheria (7)

### Partecipanti
Ai campionati partecipano 317 atleti rappresentanti di 40 nazioni. In seguito all'incidente avvenuto durante la cerimonia di apertura, gli atleti dell'Azerbaigian hanno abbandonato la competizione.
- Albania (5)
- Armenia (20)
- Austria (7)
- Azerbaigian (4)
- Belgio (5)
- Bosnia ed Erzegovina (2)
- Bulgaria (14)
- Cipro (1)
- Croazia (5)
- Danimarca (9)
- Estonia (3)
- Finlandia (10)
- Francia (7)
- Georgia (13)
- Germania (12)
- Grecia (7)
- Irlanda (5)
- Islanda (2)
- Israele (7)
- Italia (8)
- Lettonia (5)
- Lituania (8)
- Lussemburgo (1)
- Malta (1)
- Moldavia (11)
- Norvegia (7)
- Paesi Bassi (4)
- Polonia (14)
- Portogallo (7)
- Regno Unito (15)
- Rep. Ceca (16)
- Romania (9)
- Serbia (3)
- Slovacchia (8)
- Spagna (14)
- Svezia (6)
- Svizzera (2)
- Turchia (19)
- Ucraina (14)
- Ungheria (7)

## Risultati

### Categorie maschili
| Evento  | Oro                  | Oro    | Argento              | Argento | Bronzo               | Bronzo |
| ------- | -------------------- | ------ | -------------------- | ------- | -------------------- | ------ |
| 55 kg   |                      |        |                      |         |                      |        |
| Strappo | Ramini Shamilishvili | 113 kg | Muammer Şahin        | 112 kg  | Valentin Iancu       | 109 kg |
| Slancio | Angel Rusev          | 141 kg | Valentin Iancu       | 136 kg  | Ramini Shamilishvili | 136 kg |
| Totale  | Angel Rusev          | 250 kg | Ramini Shamilishvili | 249 kg  | Valentin Iancu       | 245 kg |
| 61 kg   |                      |        |                      |         |                      |        |
| Strappo | Shota Mishvelidze    | 136 kg | Sergio Massidda      | 130 kg  | Ivan Dimov           | 127 kg |
| Slancio | Sergio Massidda      | 162 kg | Shota Mishvelidze    | 162 kg  | Gabriel Marinov      | 154 kg |
| Totale  | Shota Mishvelidze    | 298 kg | Sergio Massidda      | 292 kg  | Ivan Dimov           | 277 kg |
| 67 kg   |                      |        |                      |         |                      |        |
| Strappo | Gor Sahakyan         | 145 kg | Kaan Kahriman        | 141 kg  | Acorán Hernández     | 140 kg |
| Slancio | Gor Sahakyan         | 175 kg | Ferdi Hardal         | 166 kg  | Valentin Genčev      | 166 kg |
| Totale  | Gor Sahakyan         | 320 kg | Acorán Hernández     | 305 kg  | Kaan Kahriman        | 301 kg |
| 73 kg   |                      |        |                      |         |                      |        |
| Strappo | Mirko Zanni          | 155 kg | Ritvars Suharevs     | 152 kg  | Božidar Andreev      | 151 kg |
| Slancio | Yusuf Fehmi Genç     | 186 kg | David Sánchez        | 185 kg  | Max Lang             | 185 kg |
| Totale  | Ritvars Suharevs     | 336 kg | David Sánchez        | 335 kg  | Mirko Zanni          | 335 kg |
| 81 kg   |                      |        |                      |         |                      |        |
| Strappo | Oscar Reyes          | 155 kg | Batu Han Yüksel      | 152 kg  | Hmayak Misakyan      | 151 kg |
| Slancio | Oscar Reyes          | 188 kg | Rafik Harutyunyan    | 187 kg  | Batu Han Yüksel      | 187 kg |
| Totale  | Oscar Reyes          | 343 kg | Batu Han Yüksel      | 339 kg  | Rafik Harutyunyan    | 337 kg |
| 89 kg   |                      |        |                      |         |                      |        |
| Strappo | Andranik Karapetyan  | 178 kg | Karlos Nasar         | 174 kg  | Marin Robu           | 166 kg |
| Slancio | Karlos Nasar         | 221 kg | Nico Müller          | 199 kg  | Armands Mežinskis    | 198 kg |
| Totale  | Karlos Nasar         | 395 kg | Andranik Karapetyan  | 374 kg  | Marin Robu           | 364 kg |
| 96 kg   |                      |        |                      |         |                      |        |
| Strappo | Davit Hovhannisyan   | 172 kg | Ara Aghanyan         | 165 kg  | Cristiano Ficco      | 165 kg |
| Slancio | Davit Hovhannisyan   | 205 kg | Ara Aghanyan         | 199 kg  | Cristiano Ficco      | 198 kg |
| Totale  | Davit Hovhannisyan   | 377 kg | Ara Aghanyan         | 364 kg  | Cristiano Ficco      | 363 kg |
| 102 kg  |                      |        |                      |         |                      |        |
| Strappo | Garik Karapetyan     | 178 kg | Irakli Chkheidze     | 173 kg  | Matthäus Hofmann     | 172 kg |
| Slancio | Irakli Chkheidze     | 214 kg | Garik Karapetyan     | 214 kg  | Artūrs Plēsnieks     | 206 kg |
| Totale  | Garik Karapetyan     | 392 kg | Irakli Chkheidze     | 387 kg  | Tudor Bratu          | 374 kg |
| 109 kg  |                      |        |                      |         |                      |        |
| Strappo | Samvel Gasparyan     | 175 kg | Vasil Marinov        | 174 kg  | Sargis Martirosjan   | 173 kg |
| Slancio | Samvel Gasparyan     | 220 kg | Petros Petrosyan     | 214 kg  | Zaza Lomtadze        | 213 kg |
| Totale  | Samvel Gasparyan     | 395 kg | Giorgi Chkheidze     | 381 kg  | Petros Petrosyan     | 379 kg |
| +109 kg |                      |        |                      |         |                      |        |
| Strappo | Lasha Talakhadze     | 222 kg | Varazdat Lalayan     | 212 kg  | Simon Martirosyan    | 195 kg |
| Slancio | Lasha Talakhadze     | 252 kg | Varazdat Lalayan     | 250 kg  | Simon Martirosyan    | 245 kg |
| Totale  | Lasha Talakhadze     | 474 kg | Varazdat Lalayan     | 462 kg  | Simon Martirosyan    | 440 kg |

### Categorie femminili
| Evento  | Oro                | Oro    | Argento               | Argento | Bronzo               | Bronzo |
| ------- | ------------------ | ------ | --------------------- | ------- | -------------------- | ------ |
| 45 kg   |                    |        |                       |         |                      |        |
| Strappo | Cansu Bektaş       | 72 kg  | Adriana Pană          | 70 kg   | Marta García Rincón  | 68 kg  |
| Slancio | Cansu Bektaş       | 90 kg  | Gamze Altun           | 89 kg   | Marta García Rincón  | 85 kg  |
| Totale  | Cansu Bektaş       | 162 kg | Adriana Pană          | 153 kg  | Marta García Rincón  | 153 kg |
| 49 kg   |                    |        |                       |         |                      |        |
| Strappo | Mihaela Cambei     | 92 kg  | Giulia Imperio        | 83 kg   | Anhelina Lomačyns'ka | 81 kg  |
| Slancio | Mihaela Cambei     | 106 kg | Giulia Imperio        | 100 kg  | Tham Nguyen          | 98 kg  |
| Totale  | Mihaela Cambei     | 198 kg | Giulia Imperio        | 183 kg  | Anhelina Lomačyns'ka | 176 kg |
| 55 kg   |                    |        |                       |         |                      |        |
| Strappo | Andreea Cotruţa    | 91 kg  | Svitlana Samuljak     | 90 kg   | Izabella Yaylyan     | 87 kg  |
| Slancio | Andreea Cotruţa    | 110 kg | Svitlana Samuljak     | 109 kg  | Izabella Yaylyan     | 109 kg |
| Totale  | Andreea Cotruţa    | 201 kg | Svitlana Samuljak     | 199 kg  | Izabella Yaylyan     | 196 kg |
| 59 kg   |                    |        |                       |         |                      |        |
| Strappo | Kamila Konotop     | 106 kg | Nina Sterckx          | 93 kg   | Nadija Špyl'ka       | 93 kg  |
| Slancio | Kamila Konotop     | 129 kg | Nina Sterckx          | 116 kg  | Nadija Špyl'ka       | 114 kg |
| Totale  | Kamila Konotop     | 235 kg | Nina Sterckx          | 209 kg  | Nadija Špyl'ka       | 207 kg |
| 64 kg   |                    |        |                       |         |                      |        |
| Strappo | Nuray Güngör       | 99 kg  | Aysel Özkan           | 98 kg   | Marija Hanhur        | 98 kg  |
| Slancio | Zoe Smith          | 121 kg | Ine Andersson         | 121 kg  | Nuray Güngör         | 120 kg |
| Totale  | Nuray Güngör       | 219 kg | Marija Hanhur         | 214 kg  | Zoe Smith            | 214 kg |
| 71 kg   |                    |        |                       |         |                      |        |
| Strappo | Loredana Toma      | 110 kg | Giulia Miserendino    | 105 kg  | Lisa Schweizer       | 103 kg |
| Slancio | Loredana Toma      | 130 kg | Sarah Davies          | 126 kg  | Giulia Miserendino   | 125 kg |
| Totale  | Loredana Toma      | 240 kg | Giulia Miserendino    | 230 kg  | Sarah Davies         | 226 kg |
| 76 kg   |                    |        |                       |         |                      |        |
| Strappo | Marie Fegue        | 113 kg | Tat‘ev Hakobyan       | 104 kg  | Nicole Rubanovich    | 100 kg |
| Slancio | Marie Fegue        | 140 kg | Daniela Ivanova       | 126 kg  | Tat‘ev Hakobyan      | 122 kg |
| Totale  | Marie Fegue        | 253 kg | Tat‘ev Hakobyan       | 226 kg  | Daniela Ivanova      | 222 kg |
| 81 kg   |                    |        |                       |         |                      |        |
| Strappo | Iryna Decha        | 123 kg | Elena Erighina        | 104 kg  | Dilara Narin         | 101 kg |
| Slancio | Iryna Decha        | 135 kg | Dilara Narin          | 134 kg  | Sara Yenigün         | 131 kg |
| Totale  | Iryna Decha        | 258 kg | Dilara Narin          | 235 kg  | Elena Erighina       | 234 kg |
| 87 kg   |                    |        |                       |         |                      |        |
| Strappo | Solfrid Koanda     | 117 kg | Anastasija Manjevs'ka | 108 kg  | Hripsime Khurshudyan | 107 kg |
| Slancio | Solfrid Koanda     | 153 kg | Anastasija Manjevs'ka | 130 kg  | Hripsime Khurshudyan | 120 kg |
| Totale  | Solfrid Koanda     | 270 kg | Anastasija Manjevs'ka | 238 kg  | Hripsime Khurshudyan | 227 kg |
| +87 kg  |                    |        |                       |         |                      |        |
| Strappo | Anastasija Hotfrid | 117 kg | Valentyna Kisil'      | 111 kg  | Melike Günal         | 110 kg |
| Slancio | Emily Campbell     | 143 kg | Anastasija Hotfrid    | 135 kg  | Sarah Fischer        | 134 kg |
| Totale  | Emily Campbell     | 253 kg | Anastasija Hotfrid    | 252 kg  | Valentyna Kisil'     | 244 kg |

## Medagliere

### Grandi (totale)
Riferito al totale dell'esercizio.
| Posiz. | Nazione     | Oro | Argento | Bronzo | Totale |
| ------ | ----------- | --- | ------- | ------ | ------ |
| 1      | Armenia     | 4   | 4       | 5      | 13     |
| 2      | Romania     | 3   | 1       | 1      | 5      |
| 3      | Georgia     | 2   | 4       | 0      | 6      |
| 4      | Ucraina     | 2   | 3       | 3      | 8      |
| 5      | Turchia     | 2   | 2       | 1      | 5      |
| 6      | Bulgaria    | 2   | 0       | 1      | 3      |
| 7      | Italia      | 1   | 3       | 2      | 6      |
| 8      | Regno Unito | 1   | 0       | 2      | 3      |
| 9      | Lettonia    | 1   | 0       | 1      | 2      |
| 10     | Francia     | 1   | 0       | 0      | 1      |
| 10     | Norvegia    | 1   | 0       | 0      | 1      |
| 12     | Spagna      | 0   | 2       | 1      | 3      |
| 13     | Belgio      | 0   | 1       | 0      | 1      |
| 14     | Moldavia    | 0   | 0       | 3      | 3      |
| Totale | Totale      | 20  | 20      | 20     | 60     |

### Grandi (totale) e Piccole (Strappo e Slancio)
Riferito al totale dell'esercizio e delle due specialità.
| Posiz. | Nazione     | Oro | Argento | Bronzo | Totale |
| ------ | ----------- | --- | ------- | ------ | ------ |
| 1      | Armenia     | 12  | 12      | 12     | 36     |
| 2      | Romania     | 9   | 3       | 2      | 14     |
| 3      | Georgia     | 8   | 7       | 2      | 17     |
| 4      | Turchia     | 6   | 9       | 6      | 21     |
| 5      | Ucraina     | 6   | 8       | 7      | 21     |
| 6      | Italia      | 5   | 7       | 5      | 17     |
| 7      | Bulgaria    | 4   | 2       | 5      | 11     |
| 8      | Regno Unito | 3   | 1       | 2      | 6      |
| 9      | Norvegia    | 3   | 1       | 0      | 4      |
| 10     | Francia     | 3   | 0       | 0      | 3      |
| 11     | Lettonia    | 1   | 2       | 3      | 6      |
| 12     | Spagna      | 0   | 3       | 4      | 7      |
| 13     | Belgio      | 0   | 3       | 0      | 3      |
| 14     | Moldavia    | 0   | 1       | 4      | 5      |
| 15     | Germania    | 0   | 1       | 3      | 4      |
| 16     | Austria     | 0   | 0       | 3      | 3      |
| 17     | Irlanda     | 0   | 0       | 1      | 1      |
| 17     | Israele     | 0   | 0       | 1      | 1      |
| Totale | Totale      | 60  | 60      | 60     | 180    |

## Classifica a squadre

### Sistema di punteggio
Il sistema di punteggio è indicato dalla sommatoria dell'esercizio totale e delle due specialità in base allo schema adottato nel 1996:

### Categorie maschili
| Pos. | Squadra              | Punti |
| ---- | -------------------- | ----- |
| 1    | Armenia              | 762   |
| 2    | Georgia              | 695   |
| 3    | Turchia              | 587   |
| 4    | Bulgaria             | 517   |
| 5    | Germania             | 360   |
| 6    | Polonia              | 355   |
| 7    | Rep. Ceca            | 319   |
| 8    | Italia               | 299   |
| 9    | Moldavia             | 288   |
| 10   | Regno Unito          | 275   |
| 11   | Lettonia             | 260   |
| 12   | Spagna               | 250   |
| 13   | Ucraina              | 247   |
| 14   | Lituania             | 214   |
| 15   | Romania              | 186   |
| 16   | Austria              | 161   |
| 17   | Slovacchia           | 117   |
| 18   | Estonia              | 112   |
| 19   | Albania              | 105   |
| 20   | Ungheria             | 99    |
| 21   | Danimarca            | 95    |
| 22   | Israele              | 94    |
| 23   | Croazia              | 74    |
| 24   | Svezia               | 69    |
| 25   | Cipro                | 63    |
| 26   | Bosnia ed Erzegovina | 63    |
| 27   | Grecia               | 54    |
| 28   | Francia              | 51    |
| 29   | Norvegia             | 50    |
| 30   | Finlandia            | 49    |
| 31   | Irlanda              | 45    |
| 32   | Svizzera             | 15    |
| 33   | Portogallo           | 11    |
| —    | Paesi Bassi          | 0     |
| —    | Serbia               | 0     |

### Categorie femminili
| Pos. | Squadra     | Punti |
| ---- | ----------- | ----- |
| 1    | Turchia     | 650   |
| 2    | Ucraina     | 647   |
| 3    | Armenia     | 554   |
| 4    | Regno Unito | 446   |
| 5    | Romania     | 388   |
| 6    | Spagna      | 338   |
| 7    | Moldavia    | 301   |
| 8    | Norvegia    | 297   |
| 9    | Finlandia   | 273   |
| 10   | Germania    | 265   |
| 11   | Rep. Ceca   | 258   |
| 12   | Polonia     | 256   |
| 13   | Portogallo  | 228   |
| 14   | Danimarca   | 224   |
| 15   | Bulgaria    | 220   |
| 16   | Grecia      | 212   |
| 17   | Francia     | 211   |
| 18   | Slovacchia  | 204   |
| 19   | Israele     | 189   |
| 20   | Ungheria    | 183   |
| 21   | Georgia     | 182   |
| 22   | Irlanda     | 173   |
| 23   | Paesi Bassi | 150   |
| 24   | Italia      | 148   |
| 25   | Austria     | 142   |
| 26   | Lituania    | 138   |
| 27   | Belgio      | 132   |
| 28   | Svezia      | 124   |
| 29   | Islanda     | 95    |
| 30   | Lettonia    | 69    |
| 31   | Svizzera    | 66    |
| 32   | Lussemburgo | 48    |
| 33   | Serbia      | 48    |
| 34   | Croazia     | 40    |
| 35   | Malta       | 35    |
| —    | Estonia     | 0     |

## Gare maschili

### 55 kg maschili
| Pos. | Atleta                     | Gruppo | Peso atleta | Strappo (kg) | Strappo (kg) | Strappo (kg) | Strappo (kg) | Slancio (kg) | Slancio (kg) | Slancio (kg) | Slancio (kg) | Totale |
| Pos. | Atleta                     | Gruppo | Peso atleta | 1            | 2            | 3            | Pos.         | 1            | 2            | 3            | Pos.         | Totale |
| ---- | -------------------------- | ------ | ----------- | ------------ | ------------ | ------------ | ------------ | ------------ | ------------ | ------------ | ------------ | ------ |
|      | Angel Rusev (BUL)          | A      | 54.88       | 105          | 108          | 109          | 4            | 135          | 141          | —            |              | 250    |
|      | Ramini Shamilishvili (GEO) | A      | 54.94       | 109          | 111          | 113          |              | 132          | 136          | 136          |              | 249    |
|      | Valentin Iancu (ROU)       | A      | 54.80       | 105          | 105          | 109          |              | 131          | 136          | 141          |              | 245    |
| 4    | Muammer Şahin (TUR)        | A      | 54.96       | 108          | 110          | 112          |              | 125          | 130          | 133          | 5            | 242    |
| 5    | Dmytro Voronovskyi (UKR)   | A      | 54.84       | 103          | 106          | 106          | 5            | 128          | 132          | 137          | 4            | 238    |
| 6    | Deniz Danev (BUL)          | A      | 54.72       | 96           | 100          | 100          | 6            | 120          | 126          | 132          | 6            | 222    |
| 7    | Michael Otero (ESP)        | A      | 54.94       | 96           | 96           | 100          | 7            | 125          | 131          | 133          | 7            | 221    |
| 8    | Iulian Betca (MDA)         | A      | 54.56       | 93           | 93           | 97           | 8            | 110          | 115          | 120          | 8            | 208    |
| —    | Daniel Lungu (MDA)         | A      | 54.92       | 108          | 109          | 110          | —            | —            | —            | —            | —            | —      |

### 61 kg maschili
| Pos. | Atleta                    | Gruppo | Peso atleta | Strappo (kg) | Strappo (kg) | Strappo (kg) | Strappo (kg) | Slancio (kg) | Slancio (kg) | Slancio (kg) | Slancio (kg) | Totale |
| Pos. | Atleta                    | Gruppo | Peso atleta | 1            | 2            | 3            | Pos.         | 1            | 2            | 3            | Pos.         | Totale |
| ---- | ------------------------- | ------ | ----------- | ------------ | ------------ | ------------ | ------------ | ------------ | ------------ | ------------ | ------------ | ------ |
|      | Shota Mishvelidze (GEO)   | A      | 60.80       | 129          | 133          | 136          |              | 154          | 155          | 162          |              | 298    |
|      | Sergio Massidda (ITA)     | A      | 60.88       | 130          | 134          | 137          |              | 154          | 154          | 162          |              | 292    |
|      | Ivan Dimov (BUL)          | A      | 60.96       | 123          | 127          | 130          |              | 142          | 147          | 150          | 7            | 277    |
| 4    | Goderdzi Berdelidze (GEO) | A      | 60.78       | 122          | 122          | 126          | 4            | 147          | 153          | 156          | 4            | 275    |
| 5    | Mustafa Eliş (TUR)        | A      | 60.50       | 115          | 118          | 120          | 6            | 146          | 146          | 152          | 5            | 272    |
| 6    | Cosmin Isofache (ROU)     | A      | 60.28       | 110          | 115          | 120          | 5            | 140          | 145          | 150          | 6            | 270    |
| 7    | Pavlo Zalipskyi (UKR)     | A      | 60.88       | 119          | 119          | 121          | 7            | 138          | 142          | 147          | 9            | 261    |
| 8    | Marian Luca (ROU)         | A      | 59.70       | 110          | 115          | 120          | 8            | 135          | 140          | 143          | 8            | 258    |
| 9    | František Polák (CZE)     | A      | 60.58       | 103          | 107          | 111          | 9            | 127          | 127          | —            | 10           | 234    |
| —    | Gabriel Marinov (BUL)     | A      | 60.80       | 118          | 118          | 118          | —            | 148          | 154          | 156          |              | —      |

### 67 kg maschili
| Pos. | Atleta                  | Gruppo | Peso atleta | Strappo (kg) | Strappo (kg) | Strappo (kg) | Strappo (kg) | Slancio (kg) | Slancio (kg) | Slancio (kg) | Slancio (kg) | Totale   |
| Pos. | Atleta                  | Gruppo | Peso atleta | 1            | 2            | 3            | Pos.         | 1            | 2            | 3            | Pos.         | Totale   |
| ---- | ----------------------- | ------ | ----------- | ------------ | ------------ | ------------ | ------------ | ------------ | ------------ | ------------ | ------------ | -------- |
|      | Gor Sahakyan (ARM)      | A      | 66.84       | 140          | 145          | 147          |              | 170          | 175          | —            |              | 320      |
|      | Acorán Hernández (ESP)  | A      | 66.60       | 135          | 140          | 142          |              | 159          | 162          | 165          | 5            | 305      |
|      | Kaan Kahriman (TUR)     | A      | 66.46       | 136          | 141          | 146          |              | 156          | 160          | 163          | 6            | 301      |
| 4    | Ferdi Hardal (TUR)      | A      | 66.80       | 135          | 138          | 138          | 4            | 166          | 171          | 171          |              | 301      |
| 5    | Petr Petrov (CZE)       | A      | 66.66       | 128          | 132          | 133          | 5            | 159          | 165          | 167          | 4            | 298      |
| 6    | Valentin Genčev (BUL)   | A      | 66.82       | 125          | 128          | 128          | 8            | 160          | 166          | —            |              | 291      |
| 7    | Simon Brandhuber (GER)  | A      | 66.02       | 128          | 132          | 136          | 6            | 147          | 152          | 155          | 8            | 287      |
| 8    | Marek Komorowski (POL)  | A      | 66.68       | 120          | 123          | 127          | 9            | 145          | 145          | 155          | 7            | 278      |
| 9    | Faris Durak (BIH)       | A      | 66.36       | 95           | 100          | 100          | 10           | 110          | 118          | 118          | 9            | 205      |
| —    | Dian Pampordzhiev (BUL) | A      | 66.80       | 123          | 126          | 126          | 7            | 160          | 160          | 162          | —            | —        |
| —    | Jon Luke Mau (GER)      | A      | 61.42       | —            | —            | —            | —            | —            | —            | —            | —            | —        |
| —    | Isa Rustamov (AZE)      | A      | —           | ritirato     | ritirato     | ritirato     | ritirato     | ritirato     | ritirato     | ritirato     | ritirato     | ritirato |

### 73 kg maschili
| Pos. | Atleta                      | Gruppo | Peso atleta | Strappo (kg) | Strappo (kg) | Strappo (kg) | Strappo (kg) | Slancio (kg) | Slancio (kg) | Slancio (kg) | Slancio (kg) | Totale   |
| Pos. | Atleta                      | Gruppo | Peso atleta | 1            | 2            | 3            | Pos.         | 1            | 2            | 3            | Pos.         | Totale   |
| ---- | --------------------------- | ------ | ----------- | ------------ | ------------ | ------------ | ------------ | ------------ | ------------ | ------------ | ------------ | -------- |
|      | Ritvars Suharevs (LAT)      | A      | 72.84       | 147          | 152          | 155          |              | 177          | 182          | 184          | 4            | 336      |
|      | David Sánchez (ESP)         | B      | 72.94       | 145          | 148          | 150          | 6            | 180          | 183          | 185          |              | 335      |
|      | Mirko Zanni (ITA)           | A      | 72.46       | 150          | 153          | 155          |              | 175          | 180          | 182          | 8            | 335      |
| 4    | Božidar Andreev (BUL)       | A      | 73.00       | 147          | 151          | 154          |              | 180          | 180          | 181          | 7            | 332      |
| 5    | Yusuf Fehmi Genç (TUR)      | A      | 71.68       | 140          | 143          | 146          | 9            | 181          | 184          | 186          |              | 332      |
| 6    | Max Lang (GER)              | A      | 72.76       | 143          | 146          | 146          | 10           | 175          | 180          | 185          |              | 328      |
| 7    | Muhammed Furkan Özbek (TUR) | A      | 72.48       | 140          | 143          | 146          | 8            | 181          | 186          | 187          | 6            | 327      |
| 8    | Kakhi Asanidze (GEO)        | A      | 72.72       | 145          | 151          | 151          | 4            | 175          | 181          | 182          | 9            | 326      |
| 9    | Piotr Kudłaszyk (POL)       | B      | 72.74       | 138          | 142          | 144          | 11           | 175          | 182          | 183          | 5            | 325      |
| 10   | Erkand Qerimaj (ALB)        | B      | 72.48       | 145          | 150          | 152          | 5            | 168          | 173          | 174          | 11           | 318      |
| 11   | Roberto Gutu (GER)          | B      | 72.80       | 143          | 146          | 149          | 7            | 170          | 170          | 170          | 10           | 316      |
| 12   | Jonathan Chin (GBR)         | B      | 72.20       | 125          | 129          | 132          | 12           | 164          | 164          | 168          | 12           | 297      |
| —    | Briken Calja (ALB)          | A      | 72.88       | 151          | 152          | 152          | —            | —            | —            | —            | —            | —        |
| —    | Omar Javadov (AZE)          | B      | —           | ritirato     | ritirato     | ritirato     | ritirato     | ritirato     | ritirato     | ritirato     | ritirato     | ritirato |

### 81 kg maschili
| Pos. | Atleta                   | Gruppo | Peso atleta | Strappo (kg) | Strappo (kg) | Strappo (kg) | Strappo (kg) | Slancio (kg) | Slancio (kg) | Slancio (kg) | Slancio (kg) | Totale |
| Pos. | Atleta                   | Gruppo | Peso atleta | 1            | 2            | 3            | Pos.         | 1            | 2            | 3            | Pos.         | Totale |
| ---- | ------------------------ | ------ | ----------- | ------------ | ------------ | ------------ | ------------ | ------------ | ------------ | ------------ | ------------ | ------ |
|      | Oscar Reyes (ITA)        | A      | 79.56       | 152          | 155          | 160          |              | 188          | —            | —            |              | 343    |
|      | Batu Han Yüksel (TUR)    | A      | 80.96       | 148          | 152          | 156          |              | 180          | 184          | 187          |              | 339    |
|      | Rafik Harutyunyan (ARM)  | A      | 80.64       | 150          | 150          | 156          | 4            | 183          | 187          | 190          |              | 337    |
| 4    | Hmayak Misakyan (AUT)    | A      | 80.56       | 143          | 147          | 151          |              | 173          | 175          | 179          | 9            | 326    |
| 5    | Antonis Martasidis (CYP) | A      | 80.40       | 140          | 140          | 146          | 6            | 180          | 180          | 186          | 4            | 326    |
| 6    | Chris Murray (GBR)       | A      | 80.26       | 142          | 147          | 151          | 5            | 178          | 181          | 183          | 5            | 325    |
| 7    | Javier González (ESP)    | A      | 80.50       | 138          | 142          | 146          | 10           | 171          | 176          | 180          | 7            | 318    |
| 8    | Kristi Ramadani (ALB)    | B      | 80.60       | 138          | 138          | 142          | 9            | 168          | 173          | 175          | 8            | 317    |
| 9    | Dmytro Kondratiuk (UKR)  | A      | 80.96       | 135          | 140          | 143          | 11           | 177          | 177          | 185          | 6            | 317    |
| 10   | Sebastián Cabala (SVK)   | B      | 75.72       | 135          | 139          | 143          | 7            | 165          | 171          | 173          | 11           | 316    |
| 11   | Petr Mareček (CZE)       | A      | 80.16       | 143          | 147          | 149          | 8            | 173          | 176          | 176          | 12           | 316    |
| 12   | Szilárd Fekécs (HUN)     | B      | 80.34       | 136          | 136          | 136          | 12           | 165          | 168          | 173          | 10           | 309    |
| 13   | Dominik Certov (AUT)     | B      | 80.14       | 135          | 135          | 140          | 13           | 161          | 166          | 170          | 13           | 301    |
| 14   | Žilvinas Žilinskas (LTU) | B      | 79.08       | 125          | 130          | 130          | 14           | 160          | 165          | 170          | 14           | 295    |
| 15   | Goran Ćetković (CRO)     | B      | 80.02       | 125          | 130          | 131          | 15           | 155          | 155          | 155          | 15           | 280    |
| —    | Daniel Godelli (ALB)     | A      | 80.76       | 150          | 151          | 152          | —            | —            | —            | —            | —            | —      |

### 89 kg maschili
| Pos. | Atleta                    | Gruppo | Peso atleta | Strappo (kg) | Strappo (kg) | Strappo (kg) | Strappo (kg) | Slancio (kg) | Slancio (kg) | Slancio (kg) | Slancio (kg) | Totale |
| Pos. | Atleta                    | Gruppo | Peso atleta | 1            | 2            | 3            | Pos.         | 1            | 2            | 3            | Pos.         | Totale |
| ---- | ------------------------- | ------ | ----------- | ------------ | ------------ | ------------ | ------------ | ------------ | ------------ | ------------ | ------------ | ------ |
|      | Karlos Nasar (BUL)        | A      | 88.04       | 165          | 170          | 174          |              | 205          | 221          | —            |              | 395    |
|      | Andranik Karapetyan (ARM) | A      | 88.66       | 167          | 173          | 178          |              | 190          | 196          | 206          | 5            | 374    |
|      | Marin Robu (MDA)          | A      | 87.28       | 161          | 166          | 166          |              | 193          | 198          | 201          | 4            | 364    |
| 4    | Nico Müller (GER)         | A      | 88.56       | 159          | 163          | 163          | 6            | 194          | 199          | 199          |              | 358    |
| 5    | Raphael Friedrich (GER)   | A      | 88.48       | 156          | 162          | 165          | 4            | 190          | 190          | 190          | 6            | 355    |
| 6    | Armands Mežinskis (LAT)   | A      | 88.90       | 154          | 160          | 161          | 8            | 192          | 198          | 201          |              | 352    |
| 7    | Artūrs Vasiļonoks (LAT)   | A      | 88.90       | 155          | 160          | 163          | 5            | 188          | 188          | 195          | 8            | 351    |
| 8    | Theodoros Iakovidis (GRE) | A      | 88.92       | 150          | 155          | 158          | 7            | 180          | 180          | 185          | 9            | 338    |
| 9    | Karol Samko (SVK)         | B      | 88.78       | 130          | 135          | 138          | 12           | 181          | 188          | 188          | 7            | 323    |
| 10   | Leho Pent (EST)           | B      | 88.22       | 140          | 145          | 145          | 10           | 170          | 177          | 185          | 10           | 322    |
| 11   | Seán Brown (IRL)          | B      | 86.90       | 141          | 141          | 144          | 11           | 171          | 171          | 175          | 11           | 315    |
| —    | Maksym Dombrovskyi (UKR)  | A      | 88.52       | 145          | 150          | —            | 9            | —            | —            | —            | —            | —      |
| —    | Antti Peltokangas (FIN)   | B      | 88.42       | 127          | 127          | 127          | —            | 167          | 177          | 177          | 12           | —      |
| —    | Antonino Pizzolato (ITA)  | A      | 88.74       | —            | —            | —            | —            | —            | —            | —            | —            | —      |
| —    | Krenar Shoraj (ALB)       | A      | 88.30       | —            | —            | —            | —            | —            | —            | —            | —            | —      |
| —    | Stefano Cataldi (GBR)     | B      | 87.44       | —            | —            | —            | —            | —            | —            | —            | —            | —      |

### 96 kg maschili
| Pos. | Atleta                         | Gruppo | Peso atleta | Strappo (kg) | Strappo (kg) | Strappo (kg) | Strappo (kg) | Slancio (kg) | Slancio (kg) | Slancio (kg) | Slancio (kg) | Totale |
| Pos. | Atleta                         | Gruppo | Peso atleta | 1            | 2            | 3            | Pos.         | 1            | 2            | 3            | Pos.         | Totale |
| ---- | ------------------------------ | ------ | ----------- | ------------ | ------------ | ------------ | ------------ | ------------ | ------------ | ------------ | ------------ | ------ |
|      | Davit Hovhannisyan (ARM)       | A      | 95.56       | 165          | 170          | 172          |              | 200          | 205          | —            |              | 377    |
|      | Ara Aghanyan (ARM)             | A      | 95.40       | 165          | 170          | 171          |              | 199          | —            | —            |              | 364    |
|      | Cristiano Ficco (ITA)          | A      | 89.30       | 165          | 170          | 170          |              | 197          | 197          | 198          |              | 363    |
| 4    | Cyrille Tchatchet (GBR)        | A      | 95.44       | 151          | 156          | 160          | 5            | 189          | 194          | 198          | 4            | 350    |
| 5    | Anatolii Horidko (UKR)         | A      | 95.88       | 155          | 155          | 160          | 7            | 186          | 187          | 193          | 5            | 348    |
| 6    | Irakli Gobejishvili (GEO)      | A      | 95.64       | 160          | 166          | 166          | 4            | 187          | 187          | 198          | 6            | 347    |
| 7    | Tudor Ciobanu (MDA)            | B      | 95.52       | 150          | 155          | 155          | 6            | 185          | 190          | 190          | 7            | 340    |
| 8    | Bartłomiej Adamus (POL)        | B      | 95.40       | 145          | 149          | 152          | 8            | 182          | 185          | —            | 8            | 334    |
| 9    | Stanislav Maznitsyn (ISR)      | B      | 94.30       | 145          | 149          | 152          | 9            | 175          | 181          | —            | 9            | 330    |
| 10   | Tomas Licinchai (LTU)          | B      | 95.06       | 136          | 136          | 141          | 12           | 170          | 175          | 180          | 10           | 321    |
| 11   | Simon Kastbjerg Darville (DEN) | B      | 95.42       | 135          | 140          | 143          | 11           | 163          | 170          | 176          | 12           | 313    |
| 12   | Lukas Kordušas (LTU)           | B      | 95.12       | 135          | 140          | 144          | 13           | 166          | 172          | 174          | 11           | 312    |
| 13   | Roni Peltonen (FIN)            | B      | 95.40       | 130          | 135          | 135          | 14           | 165          | 172          | 173          | 13           | 300    |
| —    | João Melo (POR)                | B      | 93.64       | 120          | 120          | 120          | —            | 150          | 155          | 160          | 14           | —      |
| —    | Yannick Tschan (SUI)           | B      | 94.98       | 143          | 147          | 150          | 10           | 183          | 183          | 184          | —            | —      |
| —    | Redon Manushi (FRA)            | A      | 95.38       | 161          | 161          | 161          | —            | —            | —            | —            | —            | —      |
| —    | Romain Imadouchène (FRA)       | A      | 95.52       | 160          | 160          | 160          | —            | —            | —            | —            | —            | —      |
| DSQ  | Hakan Şükrü Kurnaz (TUR)       | A      | 95.32       | 164          | 167          | 170          | —            | 180          | 187          | 191          | —            | 361    |

### 102 kg maschili
| Pos. | Atleta                        | Gruppo | Peso atleta | Strappo (kg) | Strappo (kg) | Strappo (kg) | Strappo (kg) | Slancio (kg) | Slancio (kg) | Slancio (kg) | Slancio (kg) | Totale   |
| Pos. | Atleta                        | Gruppo | Peso atleta | 1            | 2            | 3            | Pos.         | 1            | 2            | 3            | Pos.         | Totale   |
| ---- | ----------------------------- | ------ | ----------- | ------------ | ------------ | ------------ | ------------ | ------------ | ------------ | ------------ | ------------ | -------- |
|      | Garik Karapetyan (ARM)        | A      | 101.60      | 172          | 178          | 178          |              | 208          | 214          | —            |              | 392      |
|      | Irakli Chkheidze (GEO)        | A      | 101.46      | 168          | 173          | 178          |              | 207          | 214          | 220          |              | 387      |
|      | Tudor Bratu (MDA)             | A      | 99.34       | 170          | 170          | 172          | 4            | 200          | 200          | 204          | 5            | 374      |
| 4    | Artūrs Plēsnieks (LAT)        | A      | 101.70      | 163          | 168          | 172          | 5            | 200          | 206          | —            |              | 374      |
| 5    | Matthäus Hofmann (GER)        | A      | 101.86      | 165          | 169          | 172          |              | 195          | 201          | 205          | 6            | 373      |
| 6    | Daniel Goljasz (POL)          | A      | 99.08       | 156          | 156          | 161          | 6            | 196          | 202          | 205          | 4            | 361      |
| 7    | Irmantas Kačinskas (LTU)      | B      | 98.44       | 146          | 150          | 154          | 8            | 176          | 180          | 185          | 8            | 339      |
| 8    | Jacob Diakovasilis (DEN)      | B      | 101.84      | 140          | 144          | 147          | 9            | 174          | 180          | 186          | 7            | 333      |
| 9    | Joen Vikingsson Sjöblom (SWE) | B      | 100.62      | 145          | 150          | 154          | 7            | 175          | —            | —            | 10           | 329      |
| 10   | Artur Mugurdumov (ISR)        | B      | 99.88       | 145          | 145          | 149          | 10           | 174          | 180          | 181          | 12           | 319      |
| 11   | Arnošt Vogel (CZE)            | B      | 101.50      | 143          | 146          | 146          | 11           | 175          | 175          | 185          | 11           | 318      |
| —    | Stefan Ågren (SWE)            | A      | 101.88      | 150          | 150          | 150          | —            | 180          | 187          | 194          | 9            | —        |
| —    | Marcos Ruiz (ESP)             | A      | 100.80      | —            | —            | —            | —            | —            | —            | —            | —            | —        |
| —    | Arsen Kasabijew (POL)         | A      | 101.70      | —            | —            | —            | —            | —            | —            | —            | —            | —        |
| —    | Ali Shukurlu (AZE)            | A      | —           | ritirato     | ritirato     | ritirato     | ritirato     | ritirato     | ritirato     | ritirato     | ritirato     | ritirato |

### 109 kg maschili
| Pos. | Atleta                   | Gruppo | Peso atleta | Strappo (kg) | Strappo (kg) | Strappo (kg) | Strappo (kg) | Slancio (kg) | Slancio (kg) | Slancio (kg) | Slancio (kg) | Totale |
| Pos. | Atleta                   | Gruppo | Peso atleta | 1            | 2            | 3            | Pos.         | 1            | 2            | 3            | Pos.         | Totale |
| ---- | ------------------------ | ------ | ----------- | ------------ | ------------ | ------------ | ------------ | ------------ | ------------ | ------------ | ------------ | ------ |
|      | Samvel Gasparyan (ARM)   | A      | 104.42      | 172          | 175          | 175          |              | 211          | 220          | —            |              | 395    |
|      | Giorgi Chkheidze (GEO)   | A      | 108.74      | 166          | 170          | 173          | 4            | 203          | 208          | —            | 4            | 381    |
|      | Petros Petrosyan (ARM)   | A      | 105.58      | 160          | 165          | 165          | 6            | 210          | 214          | 217          |              | 379    |
| 4    | Zaza Lomtadze (GEO)      | A      | 108.12      | 158          | 163          | 165          | 8            | 202          | 203          | 213          |              | 376    |
| 5    | Vasil Marinov (BUL)      | A      | 106.42      | 168          | 172          | 174          |              | 200          | 200          | 205          | 6            | 374    |
| 6    | Onur Demirci (TUR)       | A      | 108.68      | 160          | 166          | 169          | 10           | 192          | 200          | 204          | 5            | 364    |
| 7    | Sargis Martirosjan (AUT) | A      | 108.46      | 168          | 173          | 175          |              | 177          | 187          | 190          | 8            | 363    |
| 8    | Marcin Izdebski (POL)    | A      | 108.24      | 160          | 165          | 165          | 7            | 186          | 191          | 192          | 9            | 351    |
| 9    | Josef Kolář (CZE)        | A      | 104.64      | 152          | 157          | 160          | 11           | 186          | 191          | 195          | 7            | 348    |
| 10   | Artiom Gritenco (MDA)    | B      | 108.54      | 145          | 150          | 153          | 13           | 172          | 181          | 186          | 10           | 334    |
| 11   | Arnas Šidiškis (LTU)     | B      | 108.74      | 140          | 145          | 150          | 14           | 170          | 175          | 181          | 12           | 320    |
| 12   | Jan Kolář (CZE)          | B      | 102.20      | 136          | 141          | 146          | 15           | 170          | 175          | 180          | 11           | 316    |
| —    | Andrew Griffiths (GBR)   | B      | 108.90      | 152          | 156          | 160          | 12           | 181          | 182          | 182          | —            | —      |
| —    | Jarosław Samoraj (POL)   | A      | 107.20      | 167          | 171          | 174          | 5            | —            | —            | —            | —            | —      |
| —    | Mak Numić (BIH)          | B      | 108.34      | 120          | 126          | 126          | —            | 151          | —            | —            | 13           | —      |
| —    | Julian Heidenbauer (AUT) | B      | 108.52      | 150          | 150          | 150          | —            | —            | —            | —            | —            | —      |
| —    | Radoslav Tatarčík (SVK)  | A      | 108.60      | 161          | 163          | 163          | 9            | 179          | 179          | —            | —            | —      |
| —    | Hannes Keskitalo (FIN)   | B      | 102.12      | —            | —            | —            | —            | —            | —            | —            | —            | —      |

### Oltre 109 kg maschili
| Pos. | Atleta                    | Gruppo | Peso atleta | Strappo (kg) | Strappo (kg) | Strappo (kg) | Strappo (kg) | Slancio (kg) | Slancio (kg) | Slancio (kg) | Slancio (kg) | Totale |
| Pos. | Atleta                    | Gruppo | Peso atleta | 1            | 2            | 3            | Pos.         | 1            | 2            | 3            | Pos.         | Totale |
| ---- | ------------------------- | ------ | ----------- | ------------ | ------------ | ------------ | ------------ | ------------ | ------------ | ------------ | ------------ | ------ |
|      | Lasha Talakhadze (GEO)    | A      | 175.78      | 210          | 217          | 222          |              | 246          | 252          | —            |              | 474    |
|      | Varazdat Lalayan (ARM)    | A      | 153.82      | 205          | 212          | 218          |              | 240          | 250          | 250          |              | 462    |
|      | Simon Martirosyan (ARM)   | A      | 128.32      | 190          | 195          | 200          |              | 235          | 245          | —            |              | 440    |
| 4    | Mart Seim (EST)           | A      | 144.44      | 170          | 170          | 175          | 5            | 220          | 220          | —            | 5            | 395    |
| 5    | Bakari Turmanidze (GEO)   | A      | 162.32      | 170          | 170          | 176          | 4            | 210          | 216          | 221          | 7            | 392    |
| 6    | Arkadiusz Michalski (POL) | A      | 114.80      | 170          | 175          | 175          | 6            | 210          | 217          | 223          | 6            | 387    |
| 7    | Péter Nagy (HUN)          | A      | 159.58      | 163          | 168          | 172          | 8            | 208          | 213          | 220          | 8            | 381    |
| 8    | Anthony Coullet (FRA)     | B      | 149.46      | 160          | 160          | 165          | 10           | 202          | 206          | 215          | 9            | 366    |
| 9    | Ragnar Holme (NOR)        | B      | 132.26      | 160          | 165          | 170          | 9            | 200          | 206          | 206          | 10           | 365    |
| 10   | Gordon Shaw (GBR)         | B      | 130.90      | 164          | 168          | 171          | 7            | 192          | 193          | 198          | 12           | 361    |
| 11   | Mackenzie Middleton (GBR) | B      | 142.90      | 155          | 155          | 161          | 11           | 190          | 193          | 202          | 11           | 348    |
| 12   | Križan Rajić (CRO)        | B      | 129.84      | 140          | 145          | 145          | 12           | 170          | 175          | 180          | 13           | 320    |
| —    | Kamil Kučera (CZE)        | A      | 161.78      | 175          | 175          | 175          | —            | 225          | 236          | —            | 4            | —      |
| —    | David Litvinov (ISR)      | A      | 132.56      | 180          | 180          | 180          | —            | 210          | 210          | 210          | —            | —      |
| —    | Tamaš Kajdoči (SRB)       | A      | 138.96      | —            | —            | —            | —            | —            | —            | —            | —            | —      |
| —    | Enzo Kuworge (NED)        | A      | 154.82      | —            | —            | —            | —            | —            | —            | —            | —            | —      |

## Gare femminili

### 45 kg femminili
| Pos. | Atleta                      | Gruppo | Peso atleta | Strappo (kg) | Strappo (kg) | Strappo (kg) | Strappo (kg) | Slancio (kg) | Slancio (kg) | Slancio (kg) | Slancio (kg) | Totale |
| Pos. | Atleta                      | Gruppo | Peso atleta | 1            | 2            | 3            | Pos.         | 1            | 2            | 3            | Pos.         | Totale |
| ---- | --------------------------- | ------ | ----------- | ------------ | ------------ | ------------ | ------------ | ------------ | ------------ | ------------ | ------------ | ------ |
|      | Cansu Bektaş (TUR)          | A      | 44.58       | 70           | 72           | 72           |              | 86           | 88           | 90           |              | 162    |
|      | Adriana Pană (ROM)          | A      | 44.60       | 65           | 68           | 70           |              | 80           | 83           | 87           | 4            | 153    |
|      | Marta García Rincón (ESP)   | A      | 44.74       | 68           | 70           | 71           |              | 80           | 83           | 85           |              | 153    |
| 4    | Gamze Altun (TUR)           | A      | 44.42       | 63           | 65           | 65           | 5            | 84           | 86           | 89           |              | 152    |
| 5    | Bianca Dumitrescu (ROM)     | A      | 44.58       | 60           | 63           | 67           | 4            | 75           | 78           | 81           | 5            | 148    |
| 6    | Teodora Hîncu (MDA)         | A      | 44.56       | 62           | 63           | 63           | 6            | 74           | 77           | 79           | 6            | 142    |
| 7    | Ecaterina Grabucea (MDA)    | A      | 43.78       | 57           | 57           | 59           | 8            | 73           | 76           | 76           | 7            | 135    |
| 8    | Boyana Kostadinova (BUL)    | A      | 44.96       | 58           | 59           | 61           | 7            | 70           | 73           | 75           | 8            | 134    |
| 9    | Reni Ruseva (BUL)           | A      | 44.90       | 55           | 57           | 58           | 9            | 70           | 73           | 74           | 9            | 125    |
| 10   | Nair Rosas Pinto (POR)      | B      | 43.98       | 40           | 42           | 44           | 10           | 52           | 55           | 58           | 10           | 102    |
| —    | Joana Anrique Cabrera (ESP) | A      | 44.72       | 64           | 64           | 66           | —            | 77           | —            | —            | —            | —      |

### 49 kg femminili
| Pos. | Atleta                      | Gruppo | Peso atleta | Strappo (kg) | Strappo (kg) | Strappo (kg) | Strappo (kg) | Slancio (kg) | Slancio (kg) | Slancio (kg) | Slancio (kg) | Totale   |
| Pos. | Atleta                      | Gruppo | Peso atleta | 1            | 2            | 3            | Pos.         | 1            | 2            | 3            | Pos.         | Totale   |
| ---- | --------------------------- | ------ | ----------- | ------------ | ------------ | ------------ | ------------ | ------------ | ------------ | ------------ | ------------ | -------- |
|      | Mihaela Cambei (ROM)        | A      | 48.42       | 85           | 90           | 92           |              | 100          | 103          | 106          |              | 198      |
|      | Giulia Imperio (ITA)        | A      | 48.70       | 82           | 82           | 83           |              | 98           | 100          | 102          |              | 183      |
|      | Anhelina Lomačyns'ka (UKR)  | A      | 48.66       | 79           | 81           | 83           |              | 94           | 95           | 95           | 5            | 176      |
| 4    | Duygu Alıcı (TUR)           | A      | 48.78       | 76           | 79           | 81           | 4            | 96           | 98           | 98           | 4            | 175      |
| 5    | Tham Nguyen (IRL)           | A      | 48.66       | 73           | 75           | 77           | 5            | 96           | 98           | 98           |              | 173      |
| 6    | Oliwia Drzazga (POL)        | A      | 48.76       | 70           | 70           | 73           | 9            | 94           | 97           | 97           | 6            | 167      |
| 7    | Atenery Hernández (ESP)     | B      | 48.84       | 72           | 74           | 74           | 6            | 92           | 92           | 92           | 7            | 166      |
| 8    | Mariam Maisuradze (GEO)     | A      | 48.92       | 70           | 73           | 76           | 8            | 88           | 92           | 95           | 8            | 165      |
| 9    | Mara Strzykala (LUX)        | B      | 48.72       | 64           | 67           | 69           | 10           | 83           | 87           | 89           | 10           | 156      |
| 10   | Rebecca Copeland (IRL)      | B      | 48.66       | 62           | 65           | 67           | 11           | 76           | 79           | 81           | 11           | 144      |
| 11   | Maria Pipiliaridou (GRE)    | B      | 48.82       | 55           | 60           | 63           | 12           | 75           | 80           | 80           | 12           | 135      |
| —    | Radmila Zagorac (SRB)       | A      | 48.18       | 71           | 71           | 72           | —            | 87           | 88           | 92           | 9            | —        |
| —    | María Giménez-Guervos (ESP) | A      | 48.76       | 72           | 74           | 76           | 7            | —            | —            | —            | —            | —        |
| —    | Magdalena Dimitrova (BUL)   | B      | 48.76       | 57           | 57           | 57           | —            | 70           | 75           | 75           | 13           | —        |
| —    | Monica Csengeri (ROM)       | A      | 49.00       | 84           | 84           | 84           | —            | 97           | 97           | 97           | —            | —        |
| DSQ  | Pelinsu Bayav (TUR)         | A      | 48.74       | 75           | 78           | 80           | —            | 96           | 96           | —            | —            | —        |
| —    | Nazila Ismayilova (AZE)     | A      | —           | ritirata     | ritirata     | ritirata     | ritirata     | ritirata     | ritirata     | ritirata     | ritirata     | ritirata |

### 55 kg femminili
| Pos. | Atleta                      | Gruppo | Peso atleta | Strappo (kg) | Strappo (kg) | Strappo (kg) | Strappo (kg) | Slancio (kg) | Slancio (kg) | Slancio (kg) | Slancio (kg) | Totale |
| Pos. | Atleta                      | Gruppo | Peso atleta | 1            | 2            | 3            | Pos.         | 1            | 2            | 3            | Pos.         | Totale |
| ---- | --------------------------- | ------ | ----------- | ------------ | ------------ | ------------ | ------------ | ------------ | ------------ | ------------ | ------------ | ------ |
|      | Andreea Cotruţa (ROU)       | A      | 54.64       | 87           | 91           | 91           |              | 107          | 110          | 110          |              | 201    |
|      | Svitlana Samuliak (UKR)     | A      | 54.64       | 90           | 92           | 92           |              | 105          | 109          | 112          |              | 199    |
|      | Izabella Yaylyan (ARM)      | A      | 54.86       | 87           | 87           | 87           |              | 105          | 108          | 109          |              | 196    |
| 4    | Scheila Meister (SUI)       | A      | 54.80       | 82           | 85           | 85           | 4            | 102          | 104          | 106          | 4            | 189    |
| 5    | Annika Pilz (GER)           | A      | 54.62       | 80           | 83           | 85           | 6            | 100          | 103          | 105          | 6            | 186    |
| 6    | Aleksandra Grigoryan (ARM)  | A      | 53.68       | 77           | 80           | 80           | 7            | 99           | 107          | 107          | 7            | 179    |
| 7    | Marlous Schuilwerve (NED)   | B      | 54.38       | 74           | 77           | 80           | 9            | 90           | 94           | 98           | 9            | 171    |
| 8    | Laura García (ESP)          | B      | 54.80       | 75           | 75           | 75           | 10           | 92           | 94           | 96           | 10           | 169    |
| 9    | Karina Kecskés (HUN)        | B      | 54.92       | 68           | 72           | 74           | 12           | 88           | 92           | 95           | 8            | 169    |
| 10   | Annelien Vandenabeele (BEL) | B      | 54.16       | 71           | 74           | 76           | 11           | 91           | 95           | 95           | 11           | 165    |
| 11   | Olga Shapiro (ISR)          | B      | 54.74       | 73           | 73           | 75           | 13           | 82           | 84           | 86           | 12           | 159    |
| 12   | Veronika Hándlová (CZE)     | B      | 54.24       | 66           | 66           | 72           | 14           | 79           | 82           | 83           | 14           | 145    |
| 13   | Aistė Anciukevičė (LTU)     | B      | 54.42       | 58           | 61           | 62           | 16           | 78           | 81           | 84           | 13           | 139    |
| 14   | Margarida Pontes (POR)      | B      | 53.30       | 59           | 64           | 65           | 15           | 79           | 83           | 84           | 15           | 138    |
| 15   | Soraia Severino (POR)       | B      | 52.88       | 55           | 60           | 62           | 17           | 75           | 78           | 80           | 16           | 130    |
| —    | Catrin Jones (GBR)          | A      | 54.80       | 81           | 81           | 81           | —            | 96           | 102          | 104          | 5            | —      |
| —    | Katrine Bruhn (DEN)         | A      | 54.94       | 80           | 82           | 84           | 5            | 102          | 102          | 103          | —            | —      |
| —    | Rebekka Jacobsen (NOR)      | A      | 54.96       | 77           | 79           | 80           | 8            | 104          | 104          | 104          | —            | —      |

### 59 kg femminili
| Pos. | Atleta                         | Gruppo | Peso atleta | Strappo (kg) | Strappo (kg) | Strappo (kg) | Strappo (kg) | Slancio (kg) | Slancio (kg) | Slancio (kg) | Slancio (kg) | Totale |
| Pos. | Atleta                         | Gruppo | Peso atleta | 1            | 2            | 3            | Pos.         | 1            | 2            | 3            | Pos.         | Totale |
| ---- | ------------------------------ | ------ | ----------- | ------------ | ------------ | ------------ | ------------ | ------------ | ------------ | ------------ | ------------ | ------ |
|      | Kamila Konotop (UKR)           | A      | 58.50       | 100          | 104          | 106          |              | 120          | 125          | 129          |              | 235    |
|      | Nina Sterckx (BEL)             | A      | 58.82       | 93           | 96           | 97           |              | 113          | 116          | 120          |              | 209    |
|      | Nadiia Shpilka (UKR)           | A      | 59.00       | 93           | 96           | 96           |              | 114          | 117          | 117          |              | 207    |
| 4    | Garance Rigaud (FRA)           | A      | 57.32       | 90           | 93           | 95           | 4            | 110          | 114          | 114          | 7            | 203    |
| 5    | Saara Retulainen (FIN)         | A      | 58.76       | 89           | 92           | 92           | 8            | 111          | 115          | 115          | 5            | 200    |
| 6    | Jessica Gordon Brown (GBR)     | A      | 58.70       | 88           | 91           | 91           | 9            | 108          | 111          | 114          | 6            | 199    |
| 7    | Maria Kardara (GRE)            | A      | 58.92       | 90           | 93           | 94           | 5            | 108          | 111          | 112          | 8            | 198    |
| 8    | Sabine Kusterer (GER)          | A      | 58.78       | 87           | 90           | 90           | 7            | 106          | 107          | 107          | 10           | 197    |
| 9    | Irene Martínez (ESP)           | A      | 58.70       | 87           | 90           | 90           | 6            | 105          | 108          | 108          | 11           | 195    |
| 10   | Galya Shatova (BUL)            | A      | 58.82       | 88           | 91           | 91           | 10           | 105          | 110          | 110          | 12           | 193    |
| 11   | Sol Anette Waaler (NOR)        | B      | 58.00       | 85           | 87           | 87           | 11           | 104          | 106          | 107          | 13           | 191    |
| 12   | Laura Wheatcroft (GBR)         | B      | 58.86       | 82           | 82           | 87           | 15           | 100          | 104          | 107          | 9            | 189    |
| 13   | Þuríður Erla Helgadóttir (ISL) | B      | 58.70       | 79           | 82           | 84           | 14           | 100          | 102          | 104          | 14           | 186    |
| 14   | Tenishia Thornton (MLT)        | B      | 58.20       | 82           | 84           | 86           | 12           | 101          | 105          | 105          | 16           | 185    |
| 15   | Hannah Crymble (IRL)           | B      | 58.58       | 82           | 84           | 84           | 13           | 101          | 103          | 105          | 15           | 185    |
| 16   | Sofia Georgopoulou (GRE)       | C      | 59.00       | 70           | 75           | 80           | 17           | 90           | 95           | 100          | 18           | 180    |
| 17   | Cintia Andrea Árva (HUN)       | C      | 58.46       | 73           | 76           | 76           | 19           | 97           | 101          | 103          | 17           | 177    |
| 18   | Patricie Ježková (CZE)         | B      | 58.58       | 80           | 83           | 83           | 16           | 97           | 101          | 101          | 19           | 177    |
| 19   | Eliška Malcharcziková (CZE)    | C      | 58.34       | 72           | 75           | 77           | 18           | 88           | 91           | 96           | 20           | 168    |
| 20   | May Hazan (ISR)                | C      | 58.66       | 67           | 71           | 71           | 20           | 85           | 85           | 90           | 21           | 157    |
| —    | Lucrezia Magistris (ITA)       | A      | 58.80       | 95           | 96           | 98           | —            | —            | —            | —            | —            | —      |
| —    | Amalie Løvind Årsten (DEN)     | B      | 58.78       | 83           | 83           | 84           | —            | 105          | 109          | 112          | 4            | —      |
| —    | Marianne Saarhelo (FIN)        | C      | 58.18       | —            | —            | —            | —            | —            | —            | —            | —            | —      |

### 64 kg femminili
| Pos. | Atleta                     | Gruppo | Peso atleta | Strappo (kg) | Strappo (kg) | Strappo (kg) | Strappo (kg) | Slancio (kg) | Slancio (kg) | Slancio (kg) | Slancio (kg) | Totale |
| Pos. | Atleta                     | Gruppo | Peso atleta | 1            | 2            | 3            | Pos.         | 1            | 2            | 3            | Pos.         | Totale |
| ---- | -------------------------- | ------ | ----------- | ------------ | ------------ | ------------ | ------------ | ------------ | ------------ | ------------ | ------------ | ------ |
|      | Nuray Güngör (TUR)         | A      | 63.40       | 97           | 99           | 101          |              | 117          | 120          | 122          |              | 219    |
|      | Mariia Hanhur (UKR)        | A      | 63.64       | 98           | 98           | 98           |              | 116          | 116          | 119          | 5            | 214    |
|      | Zoe Smith (GBR)            | A      | 63.66       | 90           | 93           | 95           | 5            | 119          | 121          | 122          |              | 214    |
| 4    | Aysel Özkan (TUR)          | A      | 63.66       | 95           | 98           | 100          |              | 115          | 117          | 118          | 7            | 213    |
| 5    | Ine Andersson (NOR)        | A      | 63.08       | 89           | 91           | 92           | 7            | 117          | 119          | 121          |              | 212    |
| 6    | Dora Tchakounté (FRA)      | A      | 59.58       | 93           | 98           | 98           | 4            | 113          | 116          | 120          | 4            | 209    |
| 7    | Hanna Davydova (UKR)       | A      | 63.76       | 93           | 93           | 96           | 6            | 110          | 110          | 115          | 11           | 203    |
| 8    | Garoa Martínez (ESP)       | B      | 63.72       | 85           | 89           | 90           | 9            | 106          | 109          | 112          | 9            | 202    |
| 9    | Anni Vuohijoki (FIN)       | A      | 63.62       | 88           | 89           | 91           | 11           | 112          | 112          | 113          | 8            | 202    |
| 10   | Aino Luostarinen (FIN)     | B      | 63.62       | 86           | 89           | 89           | 13           | 112          | 115          | 117          | 6            | 201    |
| 11   | Wiktoria Wołk (POL)        | A      | 63.04       | 85           | 88           | 91           | 8            | 110          | 113          | 113          | 10           | 201    |
| 12   | Myrthe Timmermans (NED)    | B      | 63.56       | 85           | 88           | 89           | 15           | 105          | 108          | 109          | 12           | 194    |
| 13   | Marit Årdalsbakke (NOR)    | B      | 63.94       | 87           | 89           | 91           | 10           | 104          | 107          | 108          | 15           | 193    |
| 14   | Helena Rønnebæk (DEN)      | C      | 62.92       | 82           | 82           | 85           | 14           | 102          | 106          | 110          | 14           | 191    |
| 15   | Natália Hušťavová (SVK)    | B      | 63.28       | 80           | 83           | 85           | 19           | 104          | 107          | 107          | 13           | 190    |
| 16   | Sonja Bjelić (SRB)         | B      | 63.46       | 86           | 90           | 91           | 12           | 100          | 105          | 105          | 19           | 186    |
| 17   | Lucia Kršková (SVK)        | B      | 63.34       | 81           | 84           | 87           | 18           | 99           | 102          | 104          | 17           | 186    |
| 18   | Anush Arshakyan (ARM)      | B      | 63.60       | 80           | 83           | 83           | 20           | 104          | 104          | 108          | 16           | 184    |
| 19   | Paula Zikowsky (AUT)       | C      | 62.48       | 81           | 84           | 86           | 16           | 98           | 98           | 102          | 20           | 182    |
| 20   | Christina Kastrinaki (GRE) | C      | 63.84       | 84           | 84           | 84           | 17           | 93           | 97           | 100          | 21           | 181    |
| 21   | Veronika Volná (CZE)       | C      | 62.82       | 73           | 76           | 76           | 24           | 97           | 101          | 103          | 18           | 174    |
| 22   | Eva Stassijns (BEL)        | C      | 63.62       | 74           | 74           | 77           | 23           | 93           | 96           | 99           | 22           | 170    |
| 23   | Ivana Gorišek (CRO)        | C      | 61.74       | 73           | 76           | 78           | 22           | 87           | 90           | 93           | 23           | 168    |
| —    | Emilia Wodzka (DEN)        | C      | 62.54       | 76           | 79           | 81           | 21           | 89           | 90           | 90           | —            | —      |

### 71 kg femminili
| Pos. | Atleta                           | Gruppo | Peso atleta | Strappo (kg) | Strappo (kg) | Strappo (kg) | Strappo (kg) | Slancio (kg) | Slancio (kg) | Slancio (kg) | Slancio (kg) | Totale |
| Pos. | Atleta                           | Gruppo | Peso atleta | 1            | 2            | 3            | Pos.         | 1            | 2            | 3            | Pos.         | Totale |
| ---- | -------------------------------- | ------ | ----------- | ------------ | ------------ | ------------ | ------------ | ------------ | ------------ | ------------ | ------------ | ------ |
|      | Loredana Toma (ROU)              | A      | 66.98       | 105          | 110          | 115          |              | 125          | 130          | 130          |              | 240    |
|      | Giulia Miserendino (ITA)         | A      | 70.66       | 100          | 105          | 110          |              | 125          | 128          | 130          |              | 230    |
|      | Sarah Davies (GBR)               | A      | 70.70       | 97           | 100          | 102          | 4            | 126          | 126          | 126          |              | 226    |
| 4    | Lisa Schweizer (GER)             | A      | 70.80       | 100          | 103          | 106          |              | 119          | 122          | 126          | 5            | 225    |
| 5    | Celia Gold (ISR)                 | A      | 70.18       | 94           | 97           | 99           | 5            | 118          | 123          | 128          | 4            | 222    |
| 6    | Eygló Fanndal Sturludóttir (ISL) | A      | 70.56       | 93           | 96           | 99           | 8            | 116          | 119          | 121          | 6            | 217    |
| 7    | Martyna Dołęga (POL)             | A      | 70.56       | 94           | 97           | 99           | 7            | 115          | 117          | 119          | 10           | 214    |
| 8    | Daniela Gherman (SWE)            | A      | 68.54       | 95           | 100          | 100          | 9            | 114          | 119          | 123          | 8            | 214    |
| 9    | Line Gude (DEN)                  | B      | 70.22       | 87           | 90           | 93           | 11           | 115          | 120          | 125          | 7            | 213    |
| 10   | Erin Barton (GBR)                | A      | 69.98       | 87           | 91           | 94           | 13           | 118          | 123          | 123          | 9            | 209    |
| 11   | Lijana Jakaitė (LTU)             | B      | 70.44       | 90           | 92           | 94           | 10           | 113          | 113          | 115          | 12           | 207    |
| 12   | Ilia Hernández (ESP)             | B      | 70.36       | 87           | 90           | 91           | 15           | 115          | 119          | 122          | 11           | 202    |
| 13   | Janette Ylisoini (FIN)           | B      | 70.76       | 90           | 90           | 94           | 14           | 108          | 111          | 111          | 12           | 198    |
| 14   | Antonia Ackermann (GER)          | B      | 69.74       | 85           | 85           | 91           | 12           | 105          | 109          | 109          | 14           | 196    |
| 15   | Jannike Bäckström (FIN)          | B      | 68.02       | 80           | 83           | 84           | 16           | 100          | 105          | 107          | 13           | 191    |
| 16   | Gillian Barry (IRL)              | B      | 69.08       | 78           | 80           | 82           | 17           | 100          | 100          | 100          | 15           | 182    |
| 17   | Simona Hertlová (CZE)            | B      | 69.50       | 80           | 80           | 80           | 18           | 100          | 100          | 100          | 16           | 180    |
| 18   | Mafalda Monteiro (POR)           | B      | 70.12       | 75           | 79           | 79           | 19           | 97           | 101          | 102          | 17           | 172    |
| 19   | Tia Sarah Tovarlaža (CRO)        | B      | 70.02       | 71           | 75           | 76           | 20           | 90           | 95           | 95           | 18           | 166    |
| —    | Monika Marach (POL)              | A      | 69.98       | 98           | 101          | 101          | 6            | 113          | 114          | 115          | —            | —      |
| —    | Vicky Graillot (FRA)             | B      | 65.18       | —            | —            | —            | —            | —            | —            | —            | —            | —      |

### 76 kg femminili
| Pos. | Atleta                        | Gruppo | Peso atleta | Strappo (kg) | Strappo (kg) | Strappo (kg) | Strappo (kg) | Slancio (kg) | Slancio (kg) | Slancio (kg) | Slancio (kg) | Totale |
| Pos. | Atleta                        | Gruppo | Peso atleta | 1            | 2            | 3            | Pos.         | 1            | 2            | 3            | Pos.         | Totale |
| ---- | ----------------------------- | ------ | ----------- | ------------ | ------------ | ------------ | ------------ | ------------ | ------------ | ------------ | ------------ | ------ |
|      | Marie Fegue (FRA)             | A      | 74.48       | 108          | 108          | 113          |              | 130          | 135          | 140          |              | 253    |
|      | Tatev Hakobyan (ARM)          | A      | 75.62       | 100          | 104          | 107          |              | 118          | 122          | 126          |              | 226    |
|      | Daniela Ivanova (LAT)         | A      | 73.68       | 93           | 96           | 99           | 5            | 120          | 123          | 126          |              | 222    |
| 4    | Nicole Rubanovich (ISR)       | A      | 74.30       | 97           | 100          | 102          |              | 115          | 119          | 121          | 5            | 219    |
| 5    | Emma Poghosyan (ARM)          | A      | 75.54       | 93           | 96           | 96           | 6            | 116          | 121          | 124          | 4            | 217    |
| 6    | Natalia Priscepa (MDA)        | A      | 75.66       | 92           | 96           | 98           | 4            | 114          | 118          | 118          | 7            | 216    |
| 7    | Nikki Löwik (NED)             | A      | 74.84       | 96           | 96           | 96           | 7            | 115          | 118          | 122          | 6            | 214    |
| 8    | Alexandrina Ciubotaru (MDA)   | B      | 73.50       | 89           | 89           | 92           | 8            | 112          | 117          | 117          | 8            | 209    |
| 9    | Laura Vest Tolstrup (DEN)     | B      | 73.78       | 88           | 91           | 94           | 9            | 113          | 113          | 113          | 10           | 204    |
| 10   | Lea Berle Horne (NOR)         | A      | 75.40       | 86           | 89           | 89           | 12           | 115          | 119          | 120          | 9            | 201    |
| 11   | Nina Rondziková (SVK)         | A      | 71.46       | 87           | 87           | 90           | 10           | 110          | 113          | 113          | 11           | 200    |
| 12   | Jutta Selin (FIN)             | B      | 74.28       | 86           | 89           | 89           | 11           | 109          | 113          | 113          | 12           | 198    |
| 13   | Maiken Buch Christensen (DEN) | B      | 73.38       | 85           | 88           | 90           | 13           | 104          | 108          | 112          | 13           | 193    |
| 14   | Despoina Charitopoulou (GRE)  | B      | 75.06       | 80           | 84           | 84           | 15           | 103          | 103          | 107          | 15           | 187    |
| 15   | Simona Jeřábková (CZE)        | B      | 73.16       | 80           | 84           | 87           | 14           | 98           | 102          | 104          | 16           | 186    |
| 16   | Despoina Polaktsidou (GRE)    | B      | 72.28       | 80           | 80           | 80           | 18           | 100          | 105          | 108          | 14           | 185    |
| 17   | Teresa Tavares (POR)          | B      | 74.28       | 77           | 80           | 83           | 17           | 96           | 100          | 100          | 17           | 176    |
| —    | Ivona Gavran (CRO)            | B      | 73.10       | 80           | 85           | 86           | 16           | 100          | 100          | 100          | —            | —      |
| —    | Nadia Oualit (ESP)            | A      | 75.30       | 91           | 91           | 91           | —            | 112          | 112          | 112          | —            | —      |

### 81 kg femminili
| Pos. | Atleta                             | Gruppo | Peso atleta | Strappo (kg) | Strappo (kg) | Strappo (kg) | Strappo (kg) | Slancio (kg) | Slancio (kg) | Slancio (kg) | Slancio (kg) | Totale |
| Pos. | Atleta                             | Gruppo | Peso atleta | 1            | 2            | 3            | Pos.         | 1            | 2            | 3            | Pos.         | Totale |
| ---- | ---------------------------------- | ------ | ----------- | ------------ | ------------ | ------------ | ------------ | ------------ | ------------ | ------------ | ------------ | ------ |
|      | Iryna Dekha (UKR)                  | A      | 80.88       | 115          | 120          | 123          |              | 135          | 139          | 139          |              | 258    |
|      | Dilara Narin (TUR)                 | A      | 80.44       | 101          | 101          | 104          |              | 130          | 134          | 137          |              | 235    |
|      | Elena Erighina (MDA)               | A      | 80.44       | 100          | 104          | 104          |              | 125          | 130          | 134          | 4            | 234    |
| 4    | Sara Yenigün (TUR)                 | A      | 80.38       | 95           | 95           | 100          | 4            | 127          | 131          | 131          |              | 231    |
| 5    | Katrina Feklistova (GBR)           | A      | 79.10       | 98           | 101          | 102          | 7            | 118          | 122          | 125          | 8            | 223    |
| 6    | Gintarė Bražaitė (LTU)             | B      | 76.04       | 93           | 93           | 96           | 8            | 115          | 120          | 124          | 7            | 220    |
| 7    | Weronika Zielińska-Stubińska (POL) | B      | 79.46       | 93           | 96           | 98           | 5            | 117          | 120          | 121          | 6            | 219    |
| 8    | Ida Ronn (SWE)                     | B      | 80.86       | 93           | 97           | 97           | 12           | 120          | 125          | 125          | 5            | 218    |
| 9    | Natia Gadelia (GEO)                | B      | 80.84       | 90           | 94           | 97           | 10           | 115          | 121          | 125          | 9            | 215    |
| 10   | Liana Gyurjyan (ARM)               | A      | 80.76       | 95           | 95           | 99           | 9            | 120          | 126          | 126          | 10           | 215    |
| 11   | Nina Schroth (GER)                 | A      | 80.92       | 98           | 101          | 102          | 6            | 113          | 116          | 116          | 13           | 214    |
| 12   | Nikola Seničová (SVK)              | B      | 80.76       | 94           | 94           | 94           | 11           | 112          | 116          | 121          | 12           | 210    |
| 13   | Anna Amroyan (ARM)                 | B      | 76.62       | 85           | 91           | 91           | 13           | 107          | 113          | 117          | 11           | 202    |
| —    | Anna Van Bellinghen (BEL)          | B      | 80.12       | —            | —            | —            | —            | —            | —            | —            | —            | —      |
| —    | Eliise Peterson (EST)              | B      | 80.87       | —            | —            | —            | —            | —            | —            | —            | —            | —      |

### 87 kg femminili
| Pos. | Atleta                      | Gruppo | Peso atleta | Strappo (kg) | Strappo (kg) | Strappo (kg) | Strappo (kg) | Slancio (kg) | Slancio (kg) | Slancio (kg) | Slancio (kg) | Totale |
| Pos. | Atleta                      | Gruppo | Peso atleta | 1            | 2            | 3            | Pos.         | 1            | 2            | 3            | Pos.         | Totale |
| ---- | --------------------------- | ------ | ----------- | ------------ | ------------ | ------------ | ------------ | ------------ | ------------ | ------------ | ------------ | ------ |
|      | Solfrid Koanda (NOR)        | A      | 83.86       | 110          | 110          | 117          |              | 145          | 153          | 155          |              | 272    |
|      | Anastasiia Manievska (UKR)  | A      | 85.98       | 103          | 105          | 108          |              | 125          | 130          | 135          |              | 238    |
|      | Hripsime Khurshudyan (ARM)  | A      | 86.12       | 100          | 104          | 107          |              | 120          | 127          | –            |              | 227    |
| 4    | Jéssica da Silva (POR)      | A      | 85.92       | 92           | 96           | 101          | 4            | 118          | 118          | 118          | 4            | 214    |
| 5    | Veronika Mitykó (HUN)       | A      | 82.98       | 95           | 95           | 99           | 5            | 105          | 110          | 112          | 5            | 207    |
| 6    | Lenka Žembová (SVK)         | A      | 85.22       | 89           | 92           | 94           | 7            | 105          | 107          | 109          | 7            | 201    |
| 7    | Margarita Arakelyan (ARM)   | A      | 82.94       | 85           | 90           | 90           | 10           | 105          | 111          | 115          | 6            | 196    |
| 8    | Eliška Šmigová (CZE)        | A      | 83.02       | 82           | 85           | 88           | 9            | 102          | 105          | 107          | 8            | 195    |
| —    | Paula Junhov Rindberg (SWE) | A      | 85.18       | 87           | 90           | 93           | 8            | 106          | 107          | 107          | —            | —      |
| —    | Agnieszka Zimroz (POL)      | A      | 85.26       | 82           | 89           | 94           | 6            | 106          | 106          | 107          | —            | —      |
| —    | Viktória Boros (HUN)        | A      | 85.66       | —            | —            | —            | —            | —            | —            | —            | —            | —      |

### Oltre 87 kg femminili
| Pos. | Atleta                     | Gruppo | Peso atleta | Strappo (kg) | Strappo (kg) | Strappo (kg) | Strappo (kg) | Slancio (kg) | Slancio (kg) | Slancio (kg) | Slancio (kg) | Totale |
| Pos. | Atleta                     | Gruppo | Peso atleta | 1            | 2            | 3            | Pos.         | 1            | 2            | 3            | Pos.         | Totale |
| ---- | -------------------------- | ------ | ----------- | ------------ | ------------ | ------------ | ------------ | ------------ | ------------ | ------------ | ------------ | ------ |
|      | Emily Campbell (GBR)       | A      | 126.32      | 110          | 110          | 110          | 4            | 136          | 143          | —            |              | 253    |
|      | Anastasija Hotfrid (GEO)   | A      | 97.94       | 111          | 114          | 117          |              | 128          | 132          | 135          |              | 252    |
|      | Valentyna Kisil' (UKR)     | A      | 100.22      | 105          | 108          | 111          |              | 126          | 130          | 133          | 4            | 244    |
| 4    | Melike Günal (TUR)         | A      | 108.90      | 105          | 108          | 110          |              | 126          | 130          | 132          | 5            | 242    |
| 5    | Sarah Fischer (AUT)        | A      | 95.20       | 99           | 103          | 104          | 5            | 128          | 132          | 134          |              | 238    |
| 6    | Tuana Süren (TUR)          | A      | 92.36       | 100          | 103          | 106          | 6            | 127          | 131          | 134          | 6            | 234    |
| 7    | Dzhesika Ivanova (BUL)     | A      | 93.88       | 88           | 91           | 93           | 9            | 110          | 118          | 121          | 7            | 214    |
| 8    | Johanna Pfeilstöcker (AUT) | A      | 103.44      | 92           | 95           | 97           | 7            | 109          | 113          | 116          | 9            | 213    |
| 9    | Julieta Avanesyan (ARM)    | A      | 113.86      | 90           | 95           | 97           | 8            | 110          | 116          | 119          | 8            | 211    |
| 10   | Tereza Králová (CZE)       | A      | 103.44      | 85           | 88           | 91           | 10           | 105          | 110          | 115          | 10           | 201    |
| 11   | Barbara Gyürüs (HUN)       | A      | 120.32      | 80           | 84           | 87           | 11           | 100          | 104          | 106          | 11           | 191    |